# چارگان
چارگان (به لاتین: Chargan) یک منطقهٔ مسکونی در بلغارستان است که در شهرستان تونجا واقع شده‌است. چارگان ۵۷۶ نفر جمعیت دارد و ۱۹۵ متر بالاتر از سطح دریا واقع شده‌است.